# A Korean Air 902-es járatának lelövése

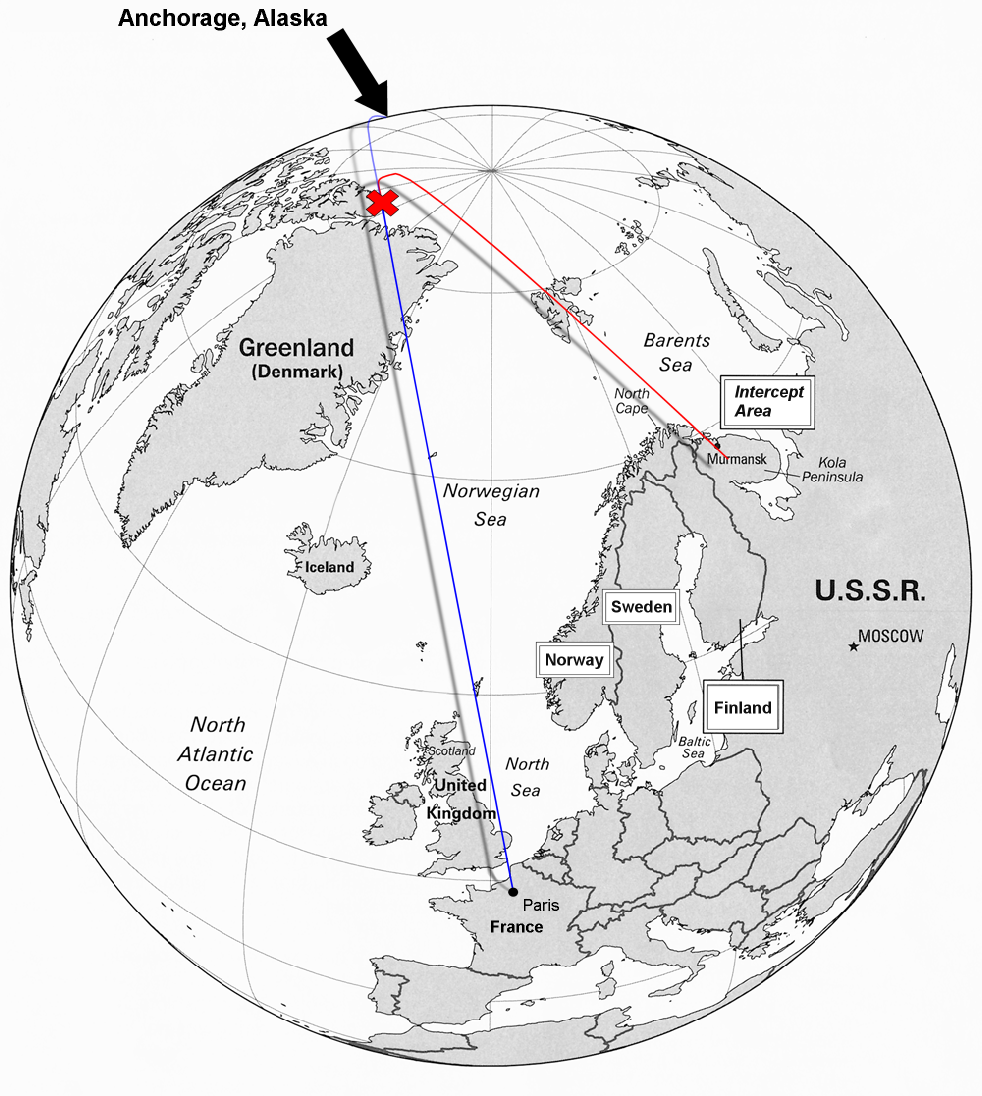
A KAL 902 tervezett és megvalósult útvonala

A Korean Air Lines 902-es járatát repülő Boeing 707-es repülőgépet 1978. április 20-án szovjet vadászrepülőgépek lelőtték, miután súlyos navigációs hiba miatt berepült a szovjet légtérbe. A találatot kapott repülőgép sikeres kényszerleszállást hajtott végre a Korpijärvi-tavon, a finn-szovjet határ szovjet oldalán, a határtól mintegy 30 kilométerre. Az incidensnek két halálos áldozata volt.
A repülőgép a párizsi Charles de Gaulle repülőtérről indult, hogy anchorage-i leszállás után Szöul felé folytassa útját. Grönland partjaitól északra kellett volna Anchorage irányába fordulni, de ehelyett a tervezettel pont ellentétes irányba repülve, északról berepült a Kola-félsziget fölé. A Szovjet Honi Légvédelem (PVO) két Szu–15TM vadászrepülőgépe elfogta a gépet, mely, a pilóták szerint, nem vette fel velük a kapcsolatot, ezért a vezérgép pilótája, A. Boszov két R–60-as rakétát indított a Boeing 707-esre. A rakéták robbanása a gépen azonnal dekompressziót okozott, megölve két utast, miután az azonnal elkezdett süllyedni, a felhőbe érve így a vadászrepülőgépek elvesztették. Mintegy 40 perccel később a tó jegén hajtotta végre a kényszerleszállást.

## Lásd még
- A Korean Air 007-es járatának lelövése